# Möschwitz
Möschwitz ist ein Ortsteil der Gemeinde Pöhl im Vogtlandkreis (Freistaat Sachsen). Die selbstständige Gemeinde Möschwitz wurde am 1. Januar 1994 mit den Gemeinden Jocketa, Ruppertsgrün,  Helmsgrün und Herlasgrün zur neuen Gemeinde Pöhl zusammengeschlossen.

## Geografie

### Lage

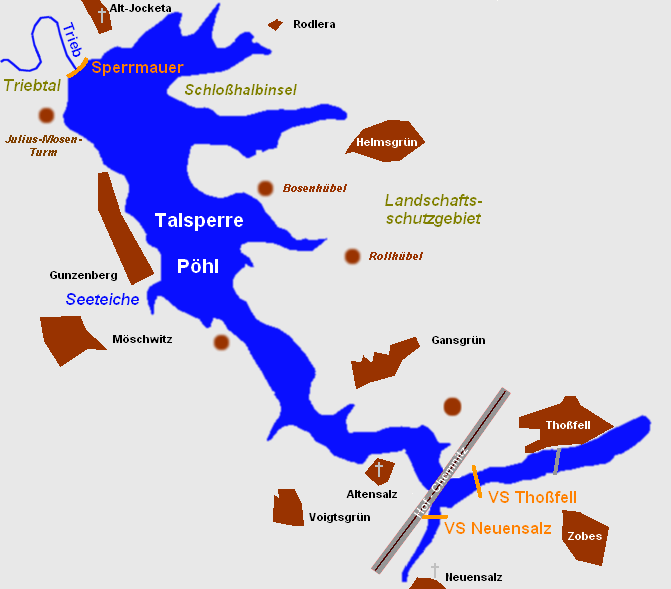
Lage von Möschwitz an der Talsperre Pöhl

Möschwitz befindet sich im Zentrum des Naturraumes Vogtland (Vogtländische Schweiz) im sächsischen Teil des historischen Vogtlands. Der Ort liegt zwischen der Weißen Elster im Westen und der Talsperre Pöhl im Osten. In dieser wird die Trieb aufgestaut.

### Nachbarorte
| Röttis                                  | Jocketa                                     | Pöhl (alte Ortslage, heute Talsperre Pöhl) |
| Reißigwald mit Lochhaus und Pfaffenhaus | Kompassrose, die auf Nachbargemeinden zeigt | Gansgrün                                   |
| Preißelpöhl                             | Alt Chrieschwitz                            | Voigtsgrün                                 |

## Geschichte
Das Rundplatzdorf Möschwitz wurde erstmals in einer Urkunde als Herrensitz eines „Cunradus de Meschwize“ genannt. Der Ort gilt somit als eines der ältesten Dörfer im Vogtlandkreis. Der Herrensitz in Möschwitz diente im 15. und 16. Jahrhundert als Vorwerk des Ritterguts Pöhl. Zu dieser Zeit war das Vorwerk im Besitz der Herren von Roeder. Das Rittergut Möschwitz ist seit 1606 nachweisbar. Das Herrenhaus wurde unter Traugott Leberecht Ketzel im Jahr 1827 erbaut. Weitere Besitzer des Ritterguts Möschwitz waren in den 1830er Jahren ein Herr von Feilitzsch und 1846 ein Herr Opitz. Wenige Jahre später kam das Gut erneut an die Familie Ketzel. Im Jahr 1901 war David Feistel der Besitzer des Ritterguts, ihm folgte ab 1920 die Familie Stier.
Die Grundherrschaft über den Ort Möschwitz lag zeitweise anteilig bei den Rittergütern Möschwitz, Pöhl, Gansgrün und Ruppertsgrün. Möschwitz lag bis 1856 im kursächsischen bzw. königlich-sächsischen Amt Plauen. 1856 wurde der Ort dem Gerichtsamt Plauen und 1875 der Amtshauptmannschaft Plauen angegliedert. Arthur Stier, der letzte Besitzer des Ritterguts Möschwitz, wurde im Jahr 1957 gezwungen, das Rittergut an die LPG zu verkaufen. Diese nutzte das Gebäude bis 1990. Dem seitdem leer stehenden Gebäude droht mittlerweile der Abriss.
Durch die zweite Kreisreform in der DDR kam die Gemeinde Möschwitz im Jahr 1952 zum Kreis Plauen-Land im Bezirk Chemnitz (1953 in Bezirk Karl-Marx-Stadt umbenannt), der ab 1990 als sächsischer „Landkreis Plauen“ fortgeführt wurde und 1996 im Vogtlandkreis aufging. Nach der Fertigstellung der Talsperre Pöhl im Jahr 1964 entstand in der Nähe des Orts der Touristen-Campingplatz Gunzenberg. Möschwitz ist weiterhin der Sitz des „Zweckverbands Talsperre Pöhl“. Die Gemeinde Möschwitz schloss sich im Zuge der Gemeindereform im Freistaat Sachsen am 1. Januar 1994 mit den Gemeinden Jocketa, Herlasgrün, Ruppertsgrün und Helmsgrün zur neuen Gemeinde Pöhl zusammen.

## Verkehr
Durch Möschwitz verläuft die Staatsstraße 297. Durch die westliche Ortsflur verläuft im Tal der Weißen Elster die Bahnstrecke Weischlitz–Plauen–Greiz–Gera (Elstertalbahn) ohne Halt.
Der Ort ist außerdem mit zwei vertakteten RufBus-Linien des Verkehrsverbunds Vogtland erschlossen. Die Linie 74 verkehrt von Plauen über Möschwitz, Jocketa und Helmsgrün nach Thoßfell. In Plauen besteht Anschluss zur Straßenbahn und zum Regional-Express Dresden–Hof sowie in Thoßfell zur TaktBus-Linie 63. In der Sommersaison verkehrt dieser Bus als feste Linie ohne Voranmeldung. Die Linie 76 beginnt in Möschwitz und führt über Jocketa, Ruppertsgrün und Herlasgrün zum Gewerbegebiet Treuener Höhe.

## Sehenswürdigkeiten
- Talsperre Pöhl mit Campingplatz Gunzenberg

## Persönlichkeiten
- Wilhelm Engelhardt (1851–unbekannt), vogtländischer Mundartautor